# Pawlin
Pawlin – wieś w Polsce położona w województwie lubelskim, w powiecie lubelskim, w gminie Konopnica.
| SIMC    | Nazwa    | Rodzaj    |
| ------- | -------- | --------- |
| 1021040 | Kopanina | część wsi |

W latach 1975–1998 miejscowość administracyjnie należała do ówczesnego województwa lubelskiego.
Wieś stanowi sołectwo gminy Konopnica. Według Narodowego Spisu Powszechnego z roku 2011 wieś liczyła 236 mieszkańców.
Według spisu powszechnego z roku 1921 – Pawlin, wówczas folwark posiadał 1 dom folwarczny i 27 mieszkańców.
Wierni Kościoła rzymskokatolickiego należą do parafii Najświętszej Maryi Panny Nieustającej Pomocy w Radawcu Dużym.